# Teucholabis (Teucholabis) metamelania
Teucholabis (Teucholabis) metamelania is een tweevleugelige uit de familie steltmuggen (Limoniidae). De soort komt voor in het Australaziatisch gebied.